# Ласниго
Ласниго (итал. Lasnigo) је насеље у Италији у округу Комо, региону Ломбардија.
Према процени из 2011. у насељу је живело 462 становника. Насеље се налази на надморској висини од 558 м.

## Становништво
| 1936. | 1951. | 1961. | 1971. | 1981. | 1991. | 2001. | 2011. |
| ----- | ----- | ----- | ----- | ----- | ----- | ----- | ----- |
| 418   | 464   | 495   | 463   | 396   | 401   | 406   | 462   |